# Кочуров Григорій Федорович
Григорий Фёдорович Кочуров (1901, село Малмизького повіту Вятської губернії, тепер Кіровської області Російська Федерація — ?) — радянський діяч, голова виконавчого комітету Архангельської обласної Ради. Депутат Верховної Ради СРСР 1-го скликання.

## Біографія
Народився в селянській родині.
З 1920 по 1934 рік служив у Червоній армії і на робітничо-селянському червоному флоті.
Член ВКП(б) з 1927 року.
У 1929 році закінчив Морський вечірній технікум.
У 1933—1935 роках — на політичній роботі в машинно-тракторній станції.
З 1935 року працював у Північному крайовому (обласному) земельному відділі. До жовтня 1937 року — начальник політичного відділу Черевковського племінного тваринницького радгоспу Північної (Архангельської) області.
З1 жовтня 1937 — 14 липня 1938 року — голова виконавчого комітету Архангельської обласної Ради.
10 серпня 1938 — 24 лютого 1940 року — 1-й секретар Котласького районного комітету ВКП(б) Архангельської області.
З 1940 року — студент Московської промислової академії.
Подальша доля невідома.

## Нагороди
- орден Червоної Зірки
- медалі